# Dhahar
Dhahar é a segunda maior cidade do auto-proclamado estado autônomo de Maakhir, um território dentro da Somália, em disputa entre a Somalilândia e Puntlândia. Dhahar é a capital da região de Boharo, parte da antiga região de Sanaag.
- Latitude: 9º 45' 0" Norte
- Longitude: 48º 49' 0" Leste
- Altitude: 931 metros